# 王鈞 (高麗)
定原府院君王鈞（정원부원군 왕균，？—？），是高麗第三十四任君主恭讓王王瑤的父親。

## 生平
王鈞的父母分別是淳化侯王瑈和申氏，有弟弟鶴城府院君王珦、益原府院君王玿和平安府院君王鉦，最初受封為定原君（韓語：정원군）。他在恭愍王四年（1355年）因和大護軍金瑨（韓語：김진）二人貢獻方物；又在次年（1356年）奉上御酒而升為定原伯（韓語：정원백）。
後來王鈞被恭愍王改封為府院君，娶王氏生下定昌府院君王瑤和定陽君王瑀二人，何時去世則不詳。兒子王瑤繼位為恭讓王後，在恭讓王二年（1390）追封父親為三韓國大公，諡號仁孝，全稱三韓國仁孝大公（삼한국 인효대공）。